# Giordania subventricosa
Giordania subventricosa är en stekelart som först beskrevs av Giordani Soika 1941.  Giordania subventricosa ingår i släktet Giordania och familjen Eumenidae. Inga underarter finns listade i Catalogue of Life.